# Flisy (Bydgoszcz)

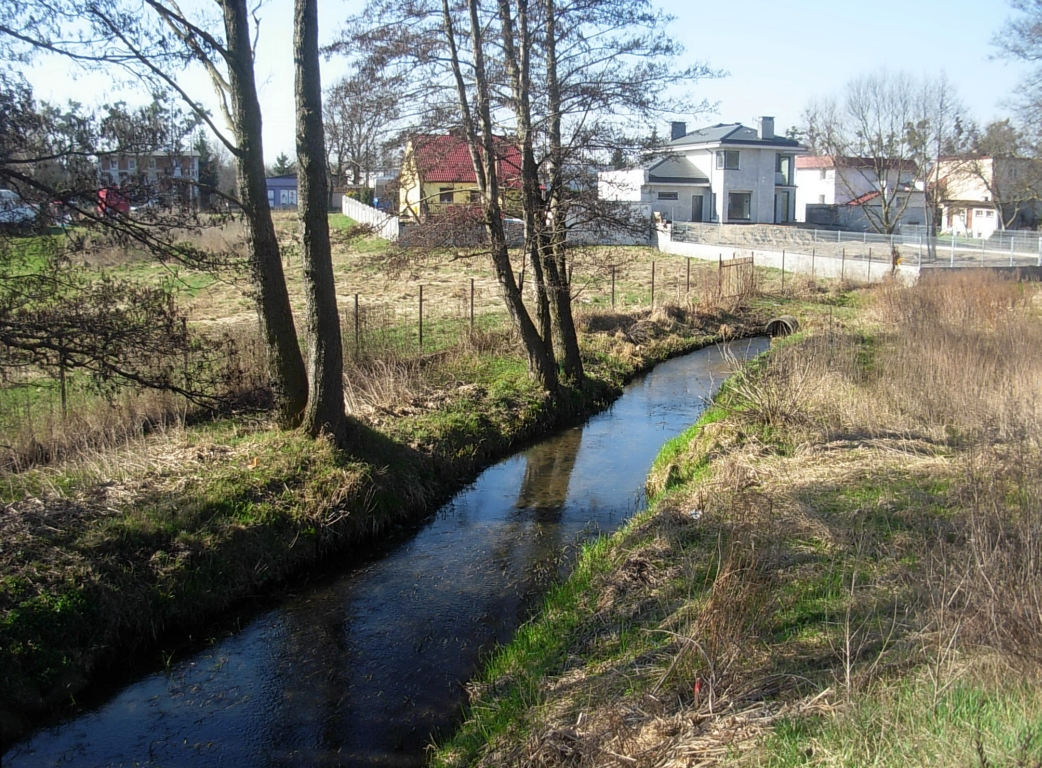
Flis – ciek od którego wzięło nazwę osiedle

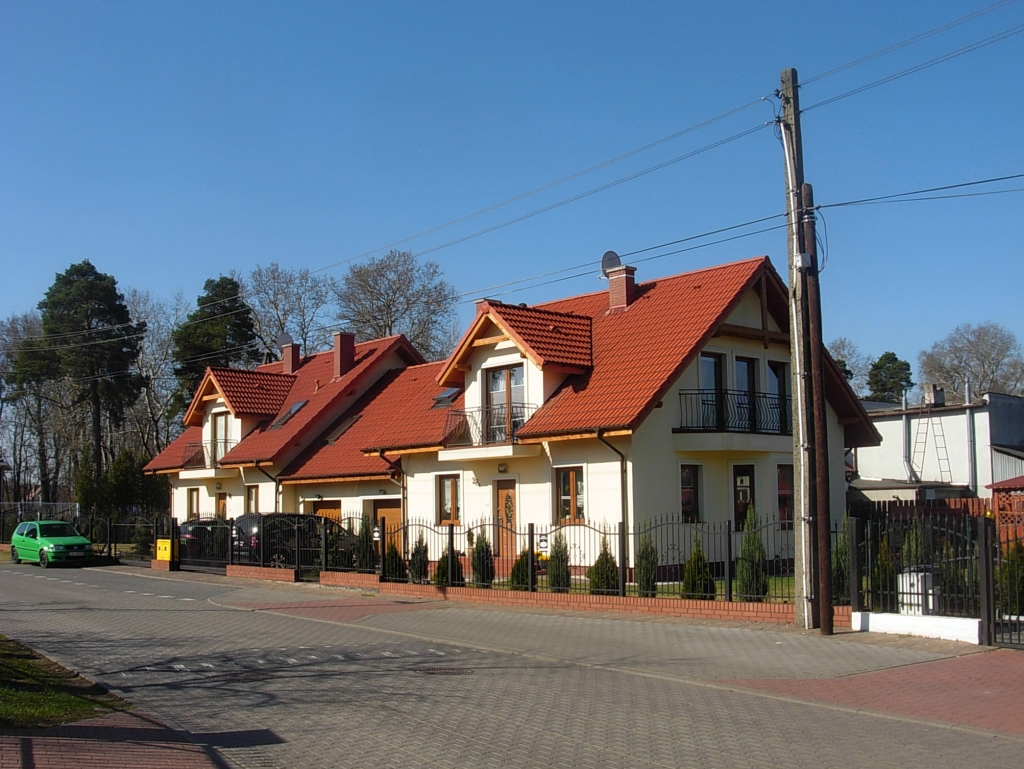
Zabudowa osiedla

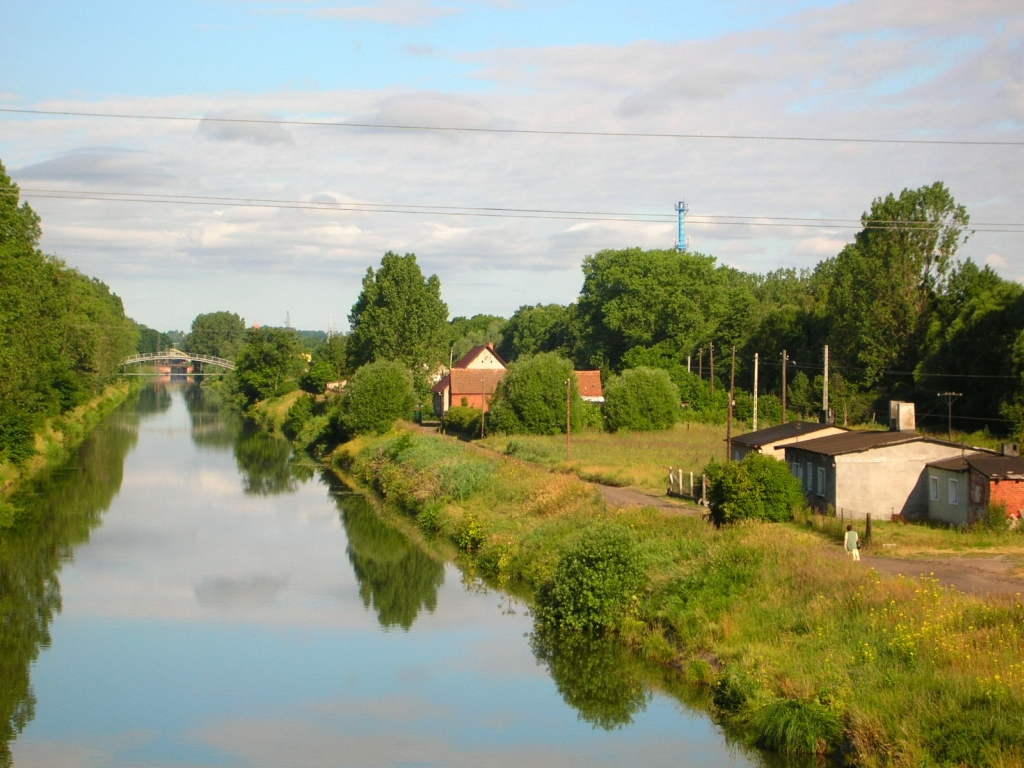
Nad Kanałem Bydgoskim

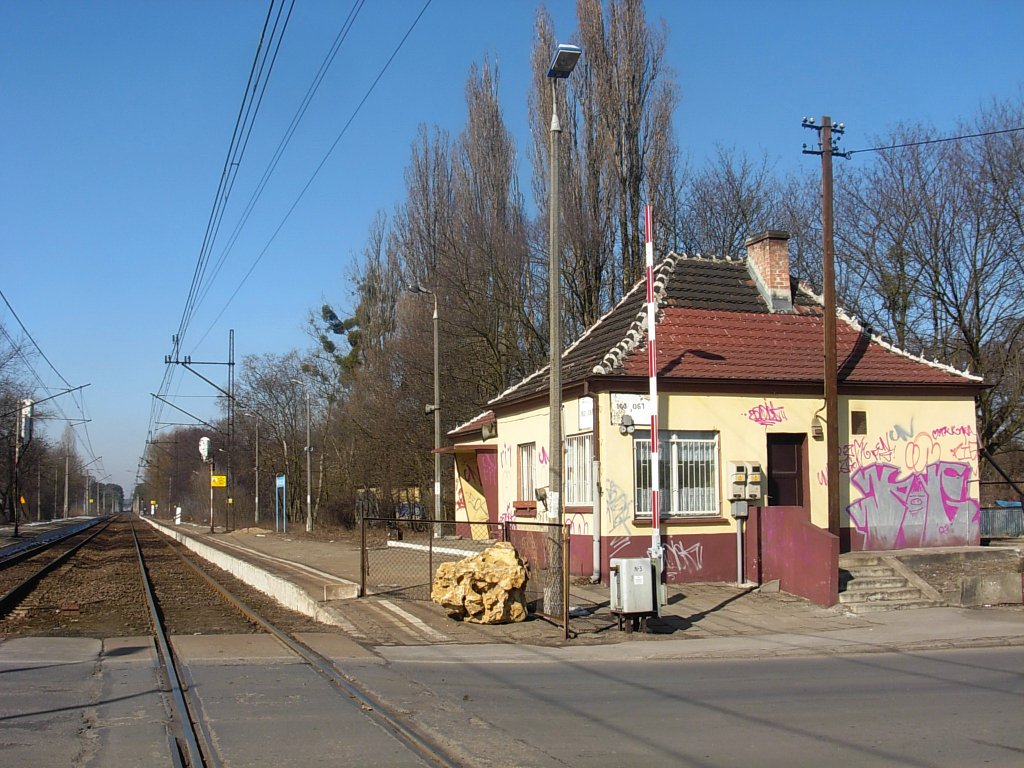
Przystanek kolejowy Bydgoszcz Zachód

Flisy – jednostka urbanistyczna (osiedle) miasta Bydgoszczy, w jego zachodniej części, między Flisem a Kanałem Bydgoskim.

## Położenie
Jednostka urbanistyczna Flisy usytuowana jest w zachodniej części miasta. Od wschodu graniczy z nią Okole, od południa Miedzyń, od zachodu Osowa Góra, a od północy Czyżkówko i kompleks leśny leżący poza granicami administracyjnymi Bydgoszczy. Osiedle położone jest między ul. Grunwaldzką a Kanałem Bydgoskim. W części wschodniej jego granicami są linie kolejowe: nr 18 Bydgoszcz-Piła i nr 131 Bydgoszcz-Inowrocław. Po stronie zachodniej granicą jest ul. Kruszyńska i Tukanowa. Z zachodu na wschód obrzeżem lasu przez osiedle przepływa potok Flis.
Teren jednostki urbanistycznej Flisy w dzisiejszym kształcie włączany był do miasta dwukrotnie. W 1920 r. włączono część południową (na południe od potoku Flis), która znajdowała się wówczas w obrębie gminy Czyżkówko, zaś w 1961 r. część północną – las przy ul. Grunwaldzkiej (89 ha).
Pod względem fizyczno-geograficznym osiedle leży w obrębie makroregionu Pradolina Toruńsko-Eberswaldzka, mezoregionu Kotlina Toruńska i mikroregionu Miasto Bydgoszcz. Cały obszar osiedla leży na terasie VI pradoliny Wisły (ok. 55 m n.p.m.).

## Charakterystyka
Na terenie Flisów znajduje się kompleks zabudowy jednorodzinnej rozlokowany wzdłuż ul. Mińskiej i ulic przyległych. W zachodniej części obszaru znajduje się stacja kolejowa Bydgoszcz Zachód, śluza Czyżkówko oraz nieczynna śluza VI na Kanale Bydgoskim. Północną część zajmuje las sosnowy, którego skrajem płynie malowniczy ciek Flis, zaś wzdłuż Kanału Bydgoskiego znajduje się teren rekreacyjny wraz z wytyczonym traktem spacerowym i ścieżką rowerową.
Na terenie osiedla Flisy znajduje się m.in. niepubliczne przedszkole, Szkoła Perpetuum Mobile (dawna Katedra Geografii Uniwersytetu Kazimierza Wielkiego), a nad Kanałem Bydgoskim (na brzegu południowym – po stronie osiedla Miedzyń) – marina Gwiazda. Osiedle łączy z Miedzyniem kładka dla pieszych poprowadzona nad Kanałem Bydgoskim.
Na terenie leśnym sąsiadującym od północy z osiedlem Flisy znajduje się zamknięty teren wojskowy, na którym w 1917 r. uruchomiono zakład produkcji amunicji, rozbudowany przez Niemców w okresie II wojny światowej (niem. Luftmunitionanstalt 1/11 Bromberg). Część produkcji miała charakter tajny, dotycząc prawdopodobnie elementów napędów rakiet. W obrębie zakładu znajdowało się około 100 różnorodnych budynków, betonowych schronów, a na obrzeżach baraki obozowe jeńców wojennych. Zakłady wysadziły w powietrze w styczniu 1945 r. wycofujące się oddziały niemieckie, a obecnie teren zajmowany jest przez jednostkę wojskową.

### Nazwa
Nazwa osiedla nawiązuje do potoku Flis, który jest prawym dopływem Brdy o powierzchni zlewni 88,6 km².

### Ludność
W 1970 r. Flisy zamieszkiwało 800 osób, 20 lat później – 890. W kolejnych latach liczba mieszkańców wahała się: w 1998 r. wynosiła 1000 osób, aby w 2004 r. spaść do 837. Natomiast w 2010 r. Flisy zamieszkiwało 910 osób.

### Rekreacja
Na terenie Flisów znajduje się ok. 8 ha terenów zieleni urządzonej i 70 ha zieleni nieurządzonej (55% powierzchni całej jednostki urbanistycznej). Głównym obszarem rekreacyjnym są tereny nad Kanałem Bydgoskim oraz las przy ul. Grunwaldzkiej. Przy ul. Flisackiej 18 rośnie okazały, ok. 300-letni dąb.
Osiedle posiada ścieżki rowerowe biegnące wzdłuż Kanału Bydgoskiego. W latach 2019–2020 wraz z przebudową ulicy Grunwaldzkiej zrealizowano również równoległą drogę rowerową.

## Historia
W okresie staropolskim na terenie Flisów zbudowano tzw. Wały Kujawskie, których chronologia i funkcje stały się przedmiotem sporów historyków. Utwory te ciągną się na terenie leśnym od zbiegu ul. Kruszyńskiej i Gęsiej aż do ul. Wyrzyskiej na Czyżkówku, a ich druga linia – na północy od Osowej Góry do Brdy na Czyżkówku. Historycy: Wiesław Posadzy i Aleksander Węcki w 1955 r. zinterpretowali wały i rowy ziemne jako linię obronną dla ochrony centralnych Kujaw przed atakami Pomorzan. Późniejsze ustalenia dowiodły jednak, że były to ciągi rozgraniczające posiadłości miasta Bydgoszczy od terenów cysterskich (Szczutki, Osowa Góra), starościńskich (Łochowo) i szlacheckich (Pawłówek, Osówiec). Wykonano je prawdopodobnie w XV-XVI wieku, a swój początek brały w miejscu zwanym Działy. Nazwę tę przejęła później osada odnotowana w 1712 r. i lokowana w 1752 roku na prawie olęderskim przez wójta bydgoskiego. Z mapy okolic Bydgoszczy Schulza z 1857 r. wynika, że w połowie XIX w. zabudowa mieszkalna istniała w zachodniej części Flisów wzdłuż ul. Kruszyńskiej, co ma związek z istniejącą w tym rejonie wsią Działy.
W okresie międzywojennym południowa część Flisów wraz z ul. Mińską należała do terytorium Bydgoszczy, lecz był to teren mało zurbanizowany. Na Kanale Bydgoskim istniał XIX-wieczny most łączący Flisy z Miedzyniem (ul. Kruszyńska – Żywiecka), wysadzony w powietrze przez Wojsko Polskie w 1939. Pozostały po nim ceglane przyczółki.
Po II wojnie światowej, od lat 60. XX w. rozwijało się wzdłuż ul. Mińskiej budownictwo mieszkaniowe, jednorodzinne, finansowane ze środków własnych ludności. W ślad za tym nie szły jednak przedsięwzięcia dotyczące uzbrojenia terenów i budownictwa usługowego, jako że główny front robót dotyczył osiedli budownictwa wielorodzinnego realizowanych na górnym i dolnym tarasie miasta, a następnie w dzielnicy Fordon.
W 1952 przy ul. Flisackiej powstała tzw. ziemniaczarka, czyli osłonięty i zadaszony plac, na którym jesienią składowano ziemniaki z dostaw kontraktowych i PGRów, przeznaczone dla uspołecznionych barów, restauracji, kuchni szpitalnych, stołówek oraz miejskich sklepów warzywnych. Pojemność placu wynosiła 1,5 tys. ton. Po trzech latach składowisko zostało zlikwidowane z uwagi na lokalizację na sąsiedniej działce magazynu produktów naftowych CPN.

## Rada Osiedla
Jednostka urbanistyczna Flisy posiada własną Radę Osiedla, której siedziba znajduje się przy ul. Mińskiej 45

## Ludzie związani z Flisami
- Henryk Sapalski – prezydent Bydgoszczy w latach 1995-1998

## Ulice
- Aleksandra Kamińskiego
- Czyste Pola
- Elbląska
- Flisacka
- Grunwaldzka od nr 163 do nr 231
- Józefa Bronikowskiego od nr 1 do nr 37 i od nr 2 do nr 16A
- ks. Stanisława Streicha
- Mińska od nr 1 do nr 103 i od nr 2 do nr 100
- Mławska
- Okopowa (w 2018 utwardzona ażurowymi płytami betonowymi)[17]
- Plonowa
- Przy Parku
- Studzienna
- Śluzowa
- Wodna
- Zachodnia
- Zielona
- Źródlana

## Komunikacja miejska
Linie dzienne zwykłe:
- 77: Niklowa - Morska (wariantowo przez ul. Flisacką lub Bronikowskiego)

Linie nocne:
- 35N Plac Kościeleckich - Rekinowa (w oznaczonych kursach przez: Niklowa)

## Galeria

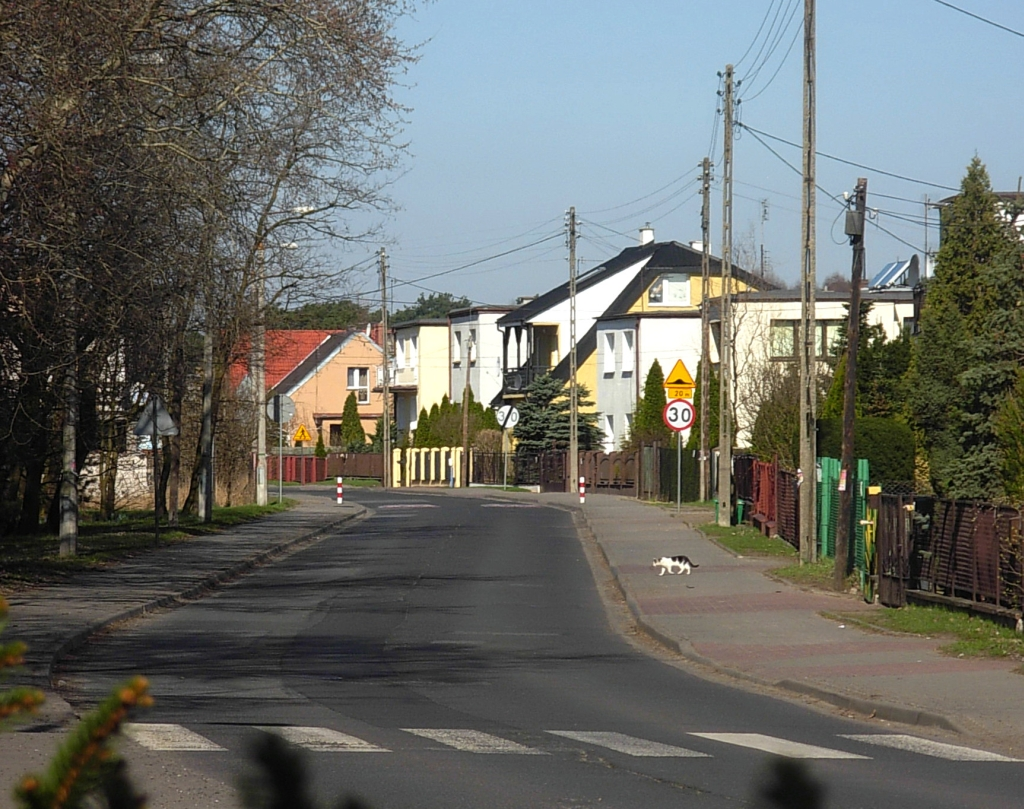
Ulica Mińska
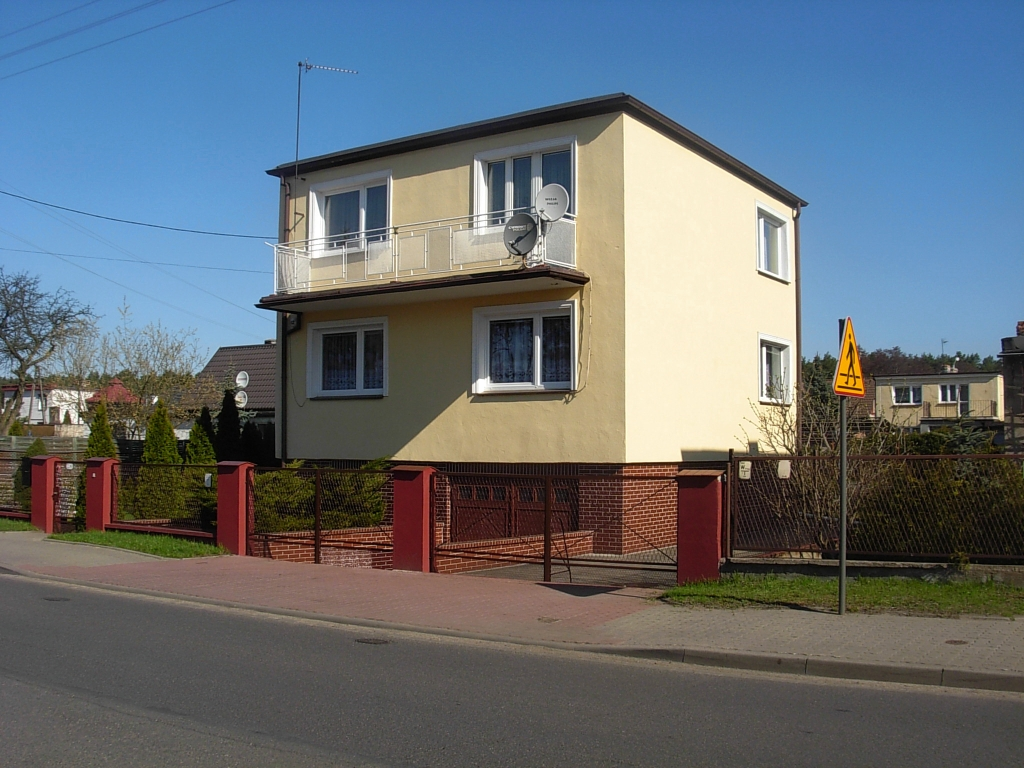
Zabudowa ul. Mińskiej
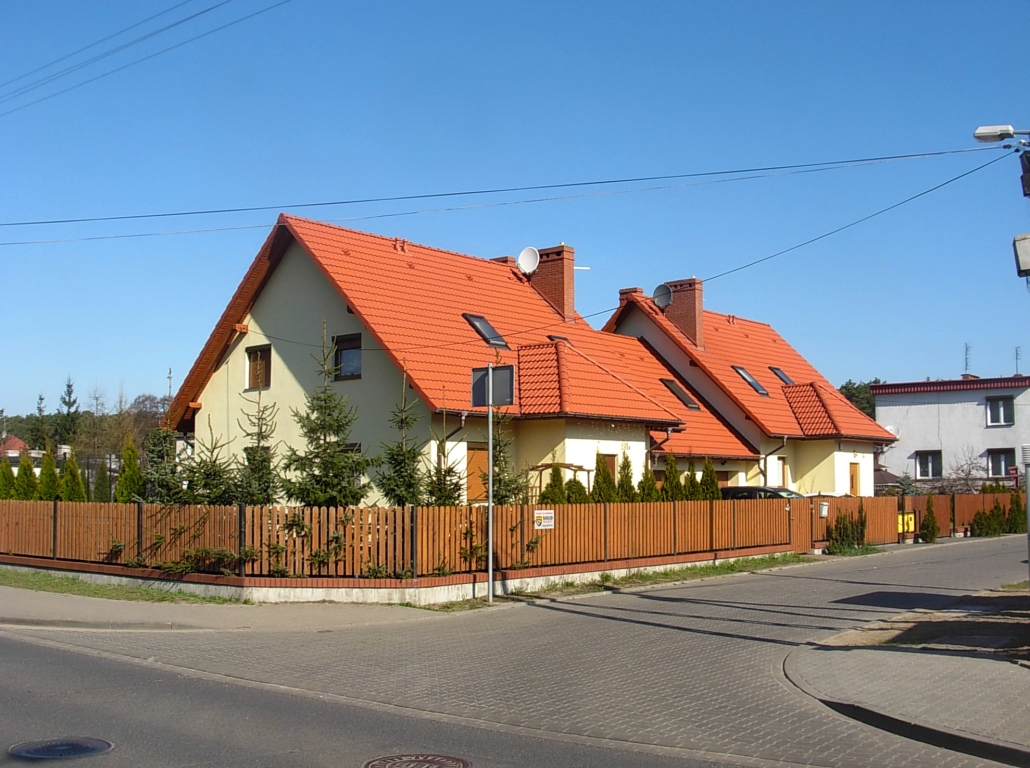
Zabudowa ul. Plonowej
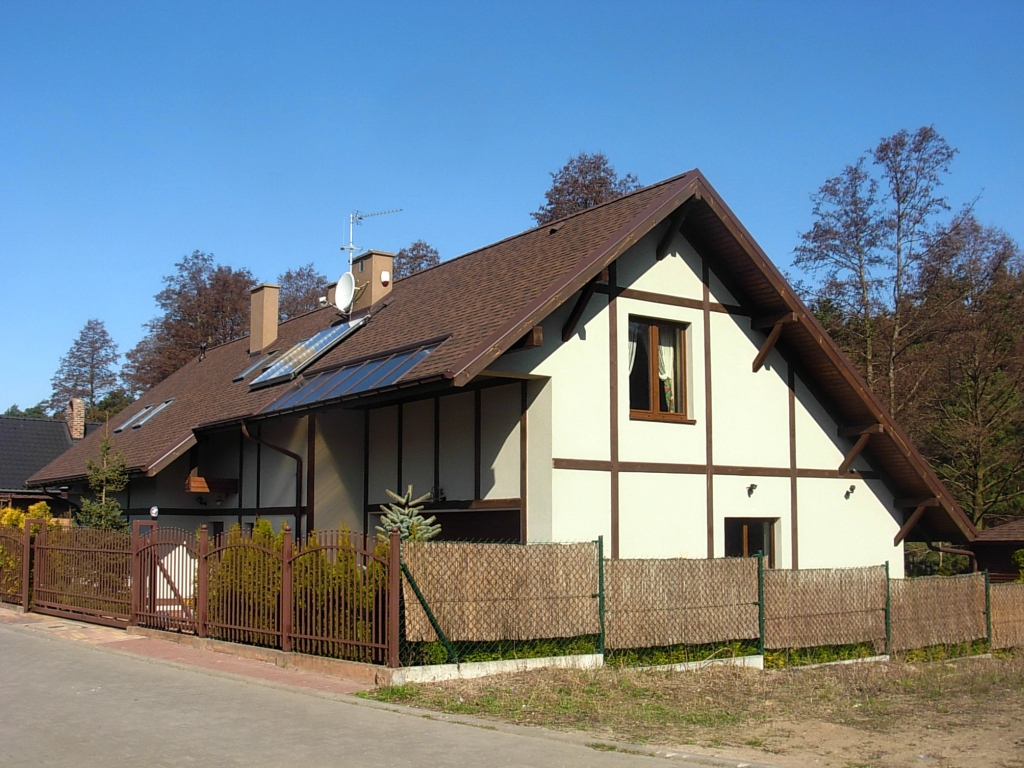
Zabudowa ul. Źródlanej
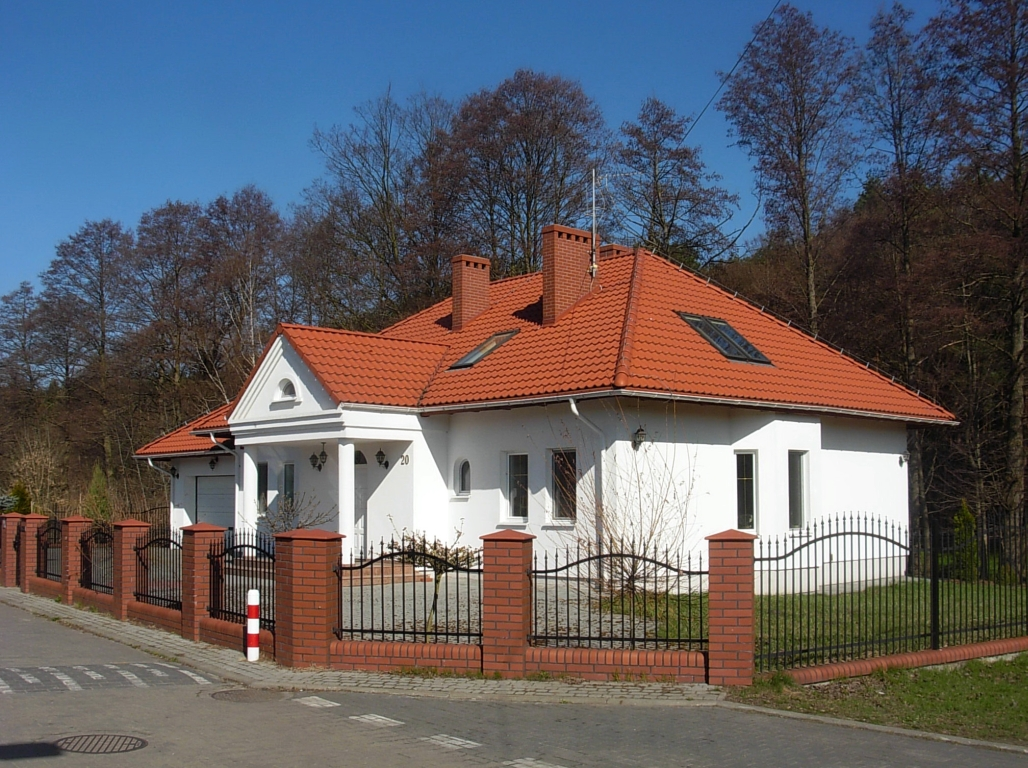
Dom and Flisem
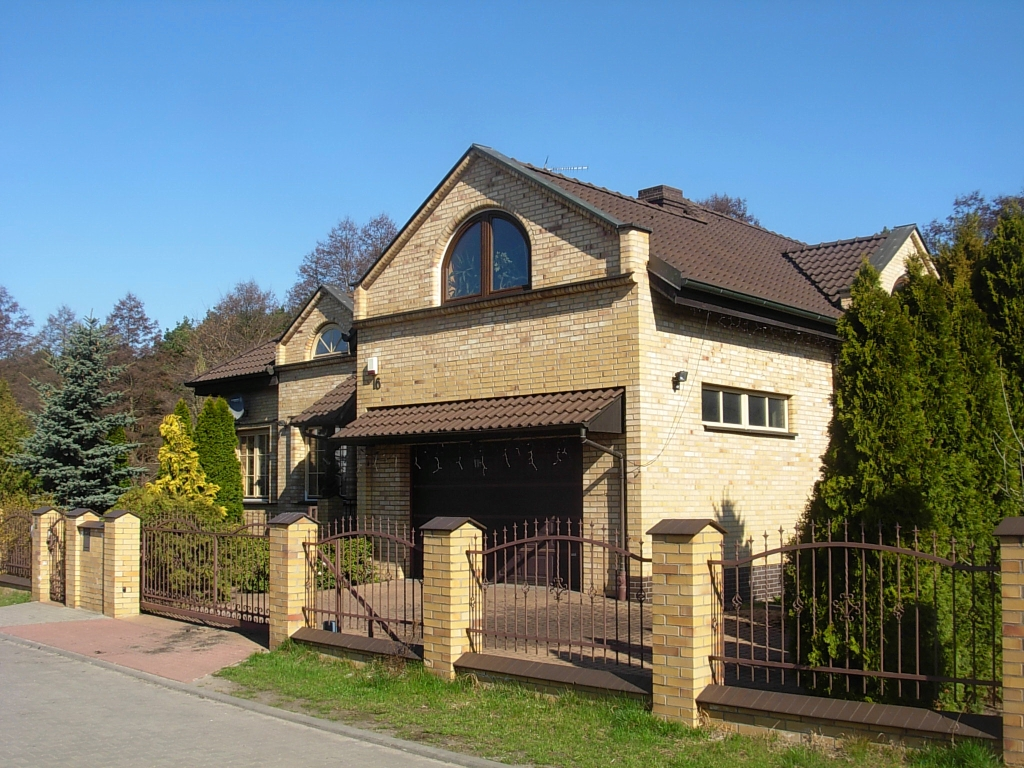
Nowa zabudowa
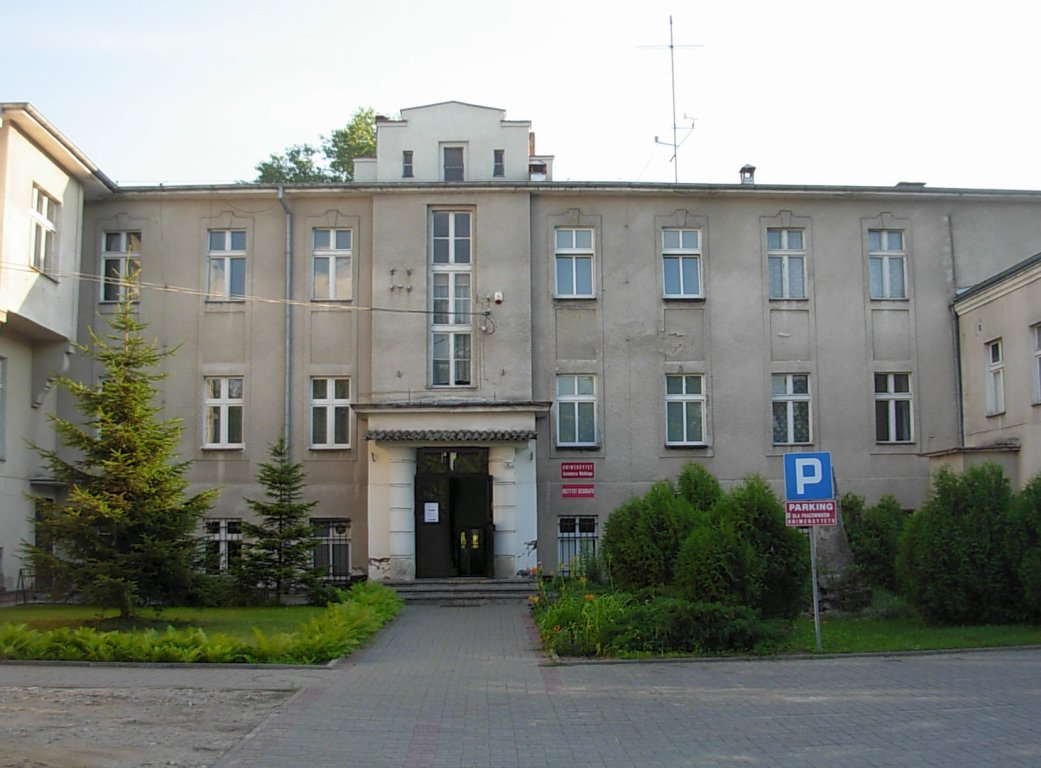
Budynek mieszczący do 2017 Instytut Geografii UKW (do 2011 Katedrę Geografii Wydziału Nauk Przyrodniczych)
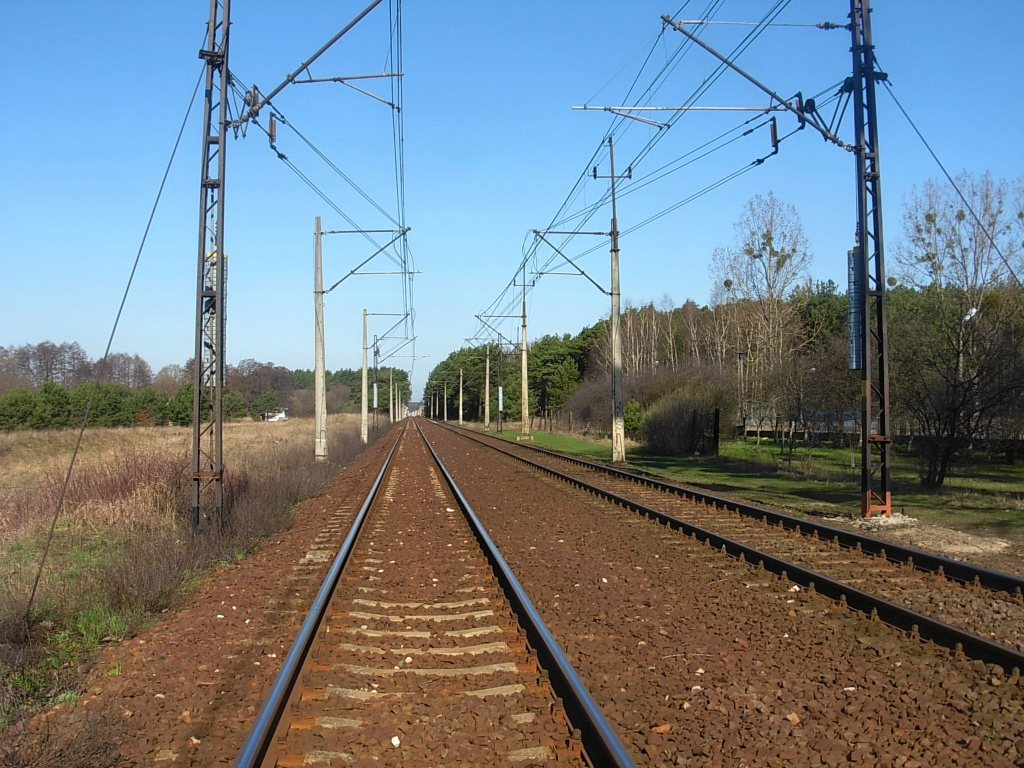
Linia kolejowa do Piły
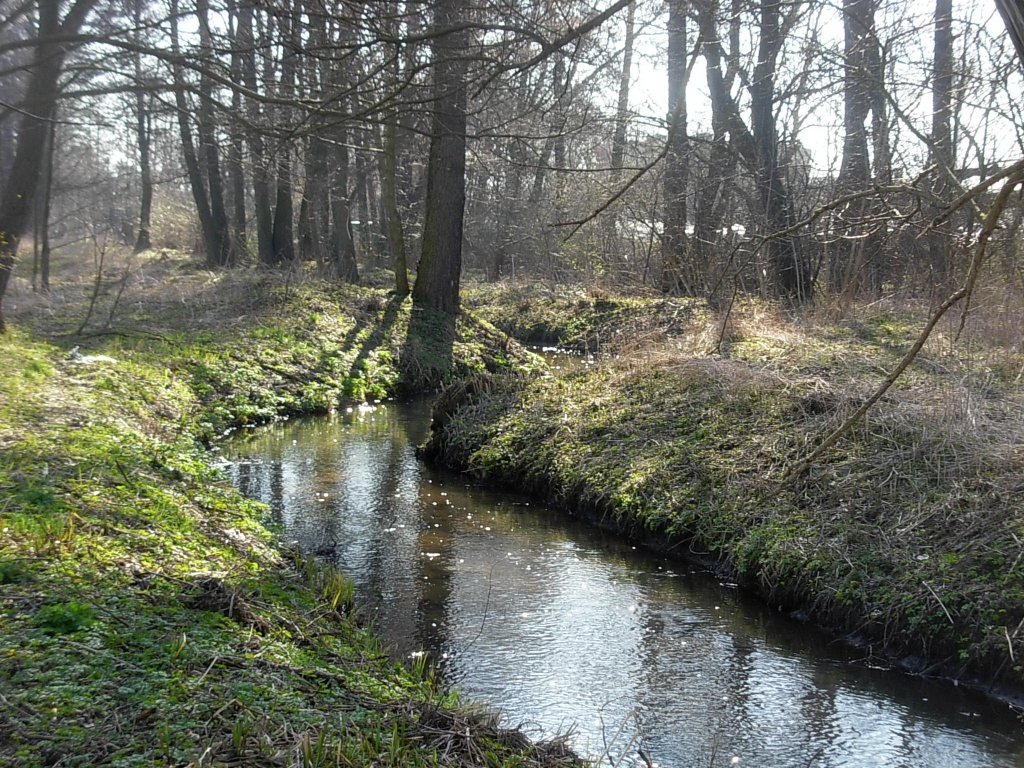
Flis
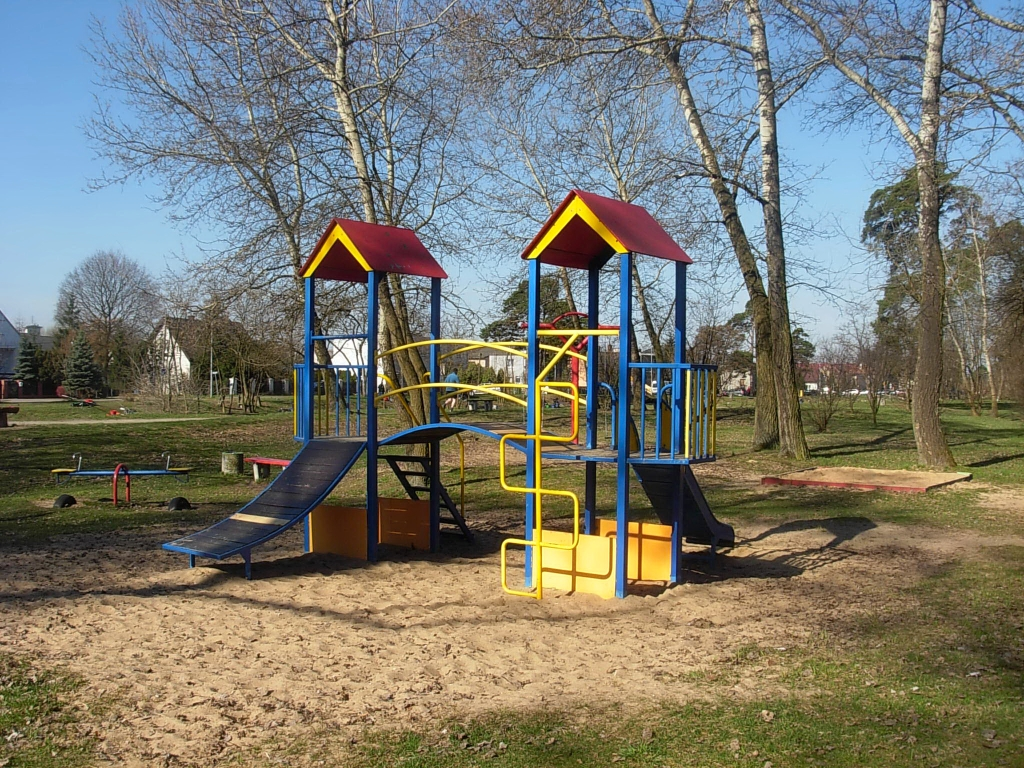
Tereny zielone nad Kanałem Bydgoskim
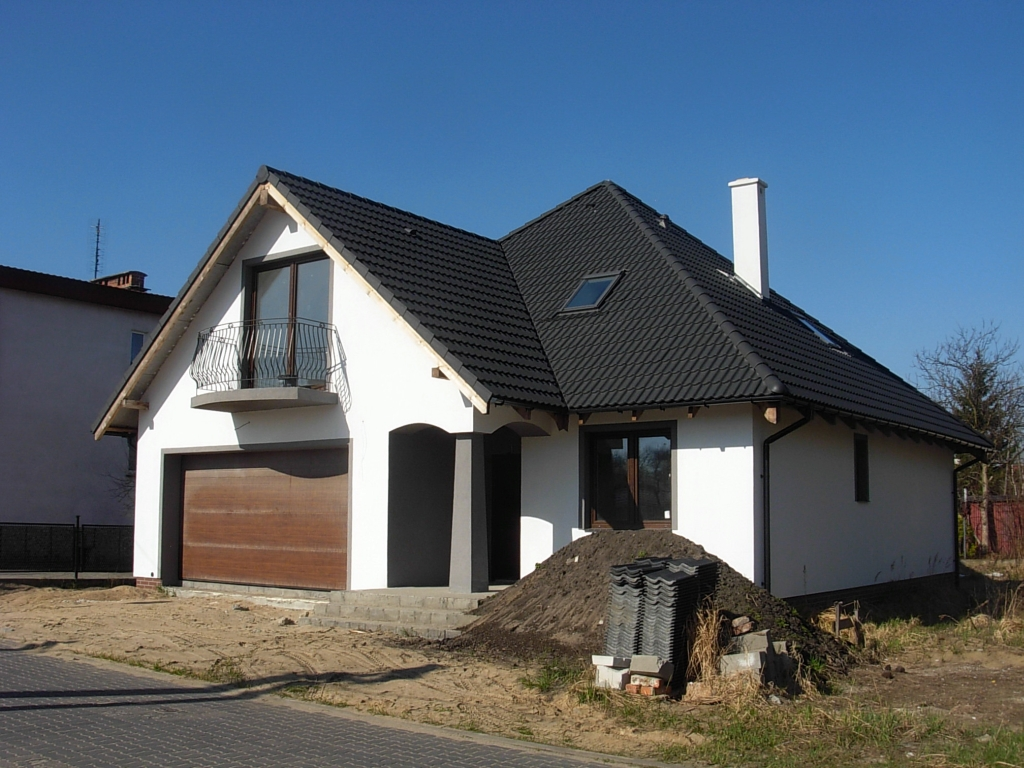
Dom w budowie
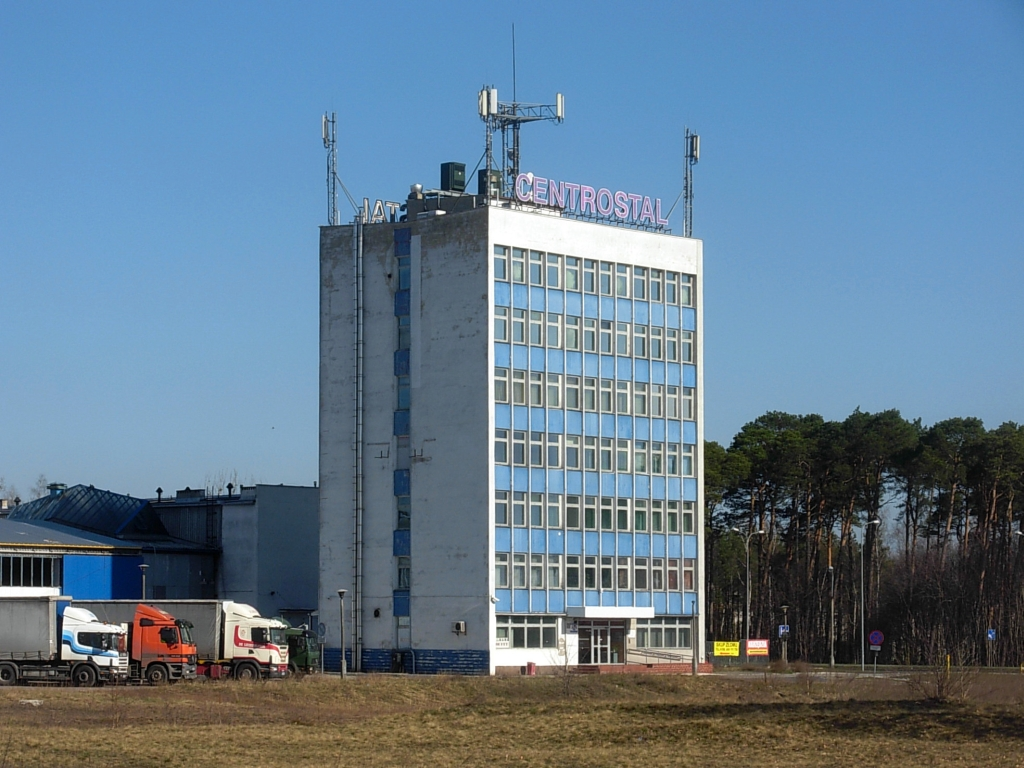
Biurowiec Centrostalu
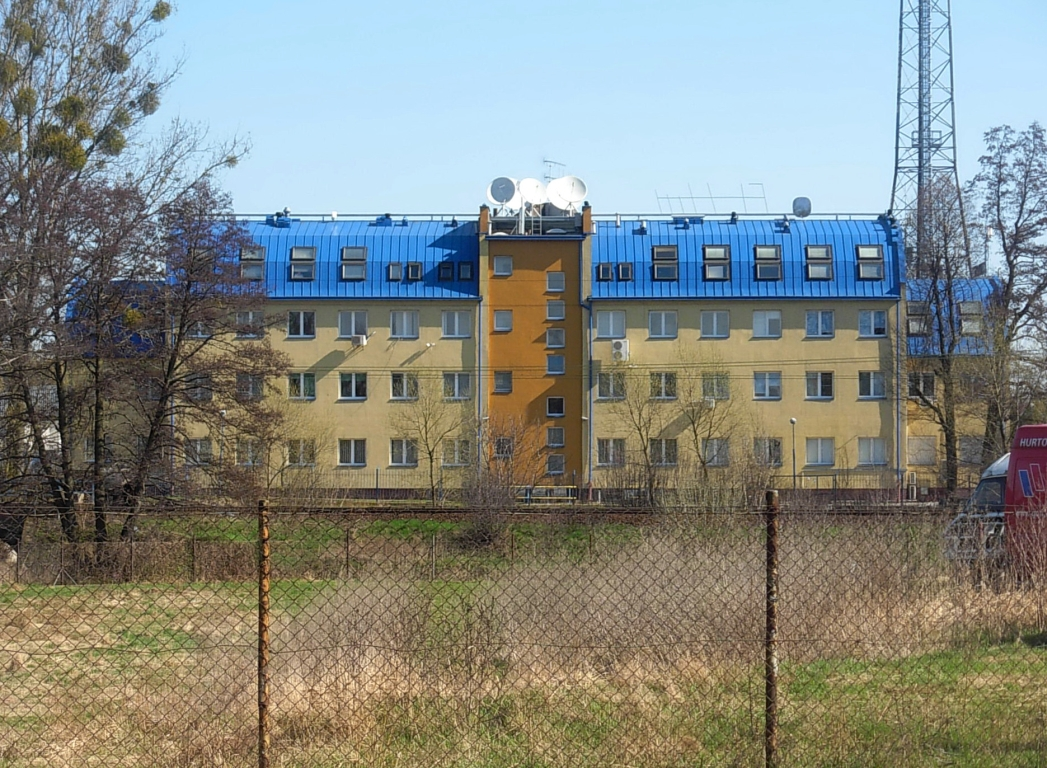
Biurowiec na zapleczu drukarni gazetowej Express Media
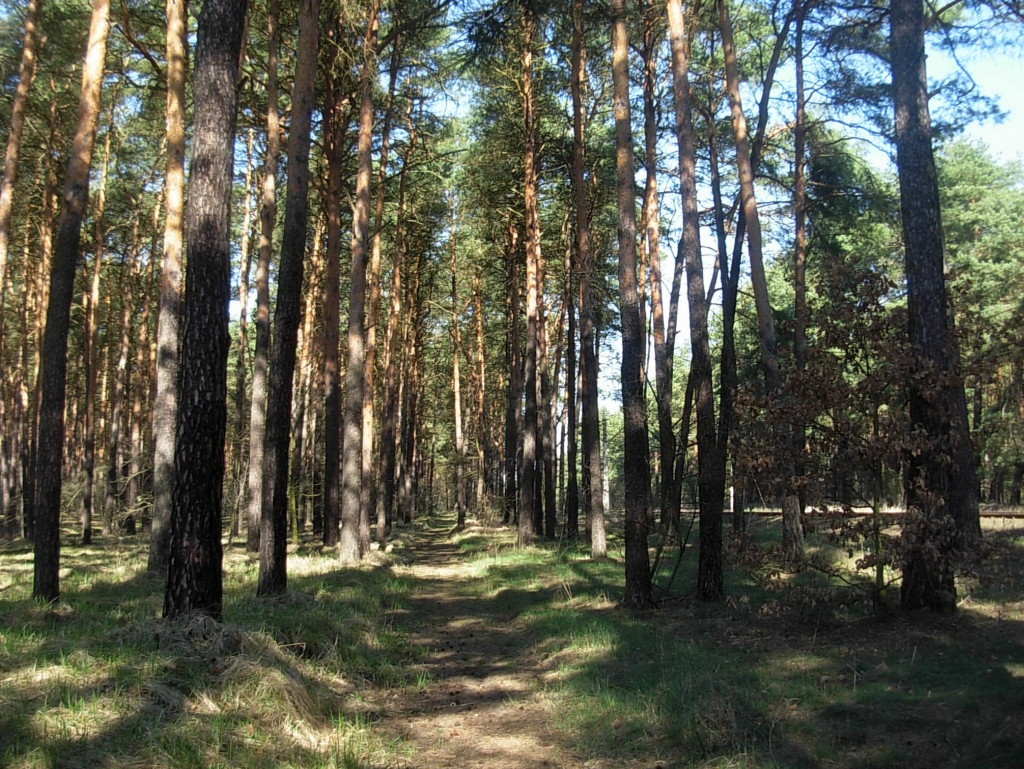
Las na Flisach